# Nuevo día (canción)
Nuevo día es el segundo sencillo del primer álbum del grupo juvenil Amango, titulado Amango: El Sueño Se Hizo Realidad. Es interpretado por Augusto Schuster, que interpreta a Felipe en la serie juvenil Amango. 

## Vídeo Musical
Se dio a conocer en el primer episodio de la serie juvenil Amango, en donde Felipe (Augusto Schuster) la interpreta en la audición de la academia "Le Blanc".
El vídeo muestra fragmentos de la serie, en el inicio se puede apreciar la entrada a la academia Le Blanc, luego se muestra a Felipe y Maida, También la audición de Felipe y la presentación del fin de semestre, finaliza con las caras de Felipe y Maida (Magdalena Müller) encerradas en un corazón así como de hechizo. 

## Premios
"Nuevo día" ganó en la categoría Canción más BKN en los BKN Awards 2007, donde fue escogida por votación popular de niños y jóvenes.